# 625 a.C.
Il 625 a.C. (DCXXV a.C. in numeri romani) è un anno  del VII secolo a.C.

## Eventi
- Il caldeo Nabopolassar, in quest'anno o nell'anno precedente, si dichiara re a Babilonia, liberando l'area dal giogo assiro.